# Lodda
Lodda (Mallotus villosus) är liten stimfisk som lever i norra Atlanten, Norra ishavet och norra Stilla havet som tillhör familjen norsfiskar. Loddan är oansenligt silverfärgad och blir omkring 20–25 cm lång. Den leker i kustvatten i stora stim.
Lodda fiskas industriellt och saluförs fryst eller konserverad men är inte någon särskilt uppskattad matfisk. Den brukas mest som fiskfoder i fiskodlingar, och då vanligen tillsatt i form av fiskmjöl.
Viktigast är loddan som föda för andra arter i ekosystemet. Bland annat är flera arter av val, säl och havsfågel beroende av tillgången på lodda.
Abba Seafoods och Icas så kallade "ishavsrom" som säljs i glasburkar består till större delen av rom från lodda.